# Municipio San Joaquín (Beni)
Das Municipio San Joaquín ist ein Verwaltungsbezirk im Departamento Beni im Tiefland des südamerikanischen Anden-Staates Bolivien. Das Municipio San Joaquín wurde am 21. August 1709 gegründet.

## Lage im Nahraum
Das Municipio San Joaquín ist eines von drei Municipios der Provinz Mamoré und erstreckt sich in Nord-Süd-Richtung über die gesamte Länge der Provinz. Es grenzt im Nordwesten an das Municipio Puerto Siles, im Südwesten an die Provinz Yacuma, im Osten an das Municipio San Ramón und im Norden an die Republik Brasilien.
Größte Ortschaft und Verwaltungssitz der Provinz ist San Joaquín mit 4556 Einwohnern (Volkszählung 2012), das sich aus mehreren Gemeinden zusammensetzt.

## Geographie
Das Municipio San Joaquín liegt in der Moxos-Ebene, mit über 100.000 km² einem der größten Feuchtgebiete der Erde. Vorherrschende Vegetationsform in der Region San Joaquín ist die der tropischen Savanne.
Die Temperaturschwankungen sind niedrig, sowohl im Tagesverlauf als auch im Jahresverlauf. Die Jahresdurchschnittstemperatur liegt bei über 26 °C, die Monatsdurchschnittstemperaturen liegen zwischen 24 und 29 °C (siehe Klimadiagramm). Der Jahresniederschlag von rund 1500 mm liegt um das Doppelte über den Niederschlägen in Mitteleuropa. Nur die Monate Juni bis August sind durch eine Trockenzeit geprägt, in der die geringen Niederschläge rasch verdunsten.

## Bevölkerung
Die Bevölkerungszahl hat zwischen 1992 und 2024 um mehr als die Hälfte zugenommen:
| Jahr | Einwohner | Quelle       |
| ---- | --------- | ------------ |
| 1992 | 4233      | Volkszählung |
| 2001 | 5452      | Volkszählung |
| 2012 | 6917      | Volkszählung |
| 2024 | 6851      | Volkszählung |

Die Bevölkerungsdichte des Municipios bei der letzten Volkszählung von 2024 betrug 0,79 Einwohner/km², der Anteil der städtischen Bevölkerung liegt bei 0 Prozent, die Lebenserwartung der Neugeborenen im Jahr 2001 bei 66,3 Jahren.
Der Alphabetisierungsgrad bei den über 19-Jährigen beträgt 90,6 Prozent, und zwar 94,3 Prozent bei Männern und 86,0 Prozent bei Frauen. (2001)

## Politik
Ergebnis der Regionalwahlen (concejales del municipio) vom 4. April 2010:
| Wahl- berechtigte |  | Wahl- beteiligung | gültige Stimmen |  | PRIMERO | MAS-IPSP | MNR-PUEBLO |
| ----------------- |  | ----------------- | --------------- |  | ------- | -------- | ---------- |
| 2.393             |  | 2.075             | 1.904           |  | 687     | 679      | 538        |
|                   |  | 86,7 %            | 91,8 %          |  | 36,1 %  | 35,7 %   | 28,3 %     |

Ergebnis der Regionalwahlen (elecciones de autoridades políticas) vom 7. März 2021:
| Wahl- berechtigte |  | Wahl- beteiligung | gültige Stimmen |  | MAS-IPSP | MTS     | TODOS   | AHORA!  | CAMBIEMOS |
| ----------------- |  | ----------------- | --------------- |  | -------- | ------- | ------- | ------- | --------- |
| 4.005             |  | 3.105             | 2.730           |  | 1.037    | 702     | 652     | 290     | 27        |
|                   |  | 77,53 %           | 87,92 %         |  | 37,99 %  | 25,71 % | 23,88 % | 10,62 % | 0,99 %    |

## Gliederung
Das Municipio gliederte sich bei der letzten Volkszählung von 2012 in zwei Kantone (cantones):
- 08-0701-01 Kanton San Joaquín – 71 Ortschaften – 6.125 Einwohner (2001: 5.452 Einwohner)
- 08-0701-02 Kanton More – 29 Ortschaften – 792 Einwohner (2001: 195 Einwohner)

## Ortschaften im Municipio San Joaquín
- Kanton San Joaquín
  - San Joaquín 4556 Einw.

- Kanton More
  - Monte Azul 152 Einw.